# Bob Anderson (darter)
Robert Charles (Bob) Anderson (Winchester, 7 november 1947) is een voormalig atleet en darter. Vanwege zijn opvallende verschijning wordt hij ook wel The Limestone Cowboy genoemd.
Als 20-jarige werd Anderson als atleet Brits kampioen en zou hij deelnemen aan het speerwerpen tijdens de Olympische Spelen van 1968 in Mexico. Een gebroken arm voorkwam dit echter en vanaf dat moment heeft hij zich gericht op een carrière als darter. En niet zonder succes: Anderson was onder meer eenmalig Wereldkampioen Darts (1988: 6-4 tegen John Lowe), drievoudig Winmau World Masters Champion (1986, 1987 en 1988) en Pacific Master Champion (1987, 1988 en 1989), tweevoudig World Pairs Champion (MFI World Pairs in 1986 en PDC World Pairs Championship in 1996) eenmalig World Matchplay Champion (1988), World Champions Champion (1990) en British Open Champion (1988).
Na een aantal mindere jaren steeg Anderson van de 29e naar de 20e plaats in de internationale ranking en haalde hij in 2004 en 2005 opnieuw de halve finale van het PDC Ladbrokes World Darts Championship in Purfleet.
Van 2002 tot 2005 werd 4 jaar achter elkaar in oktober de Bob Anderson Classic gehouden, een dartstoernooi waaraan 128 spelers meededen.
Op 22 augustus 2008 schreef Bob Anderson de League of Legends-titel op zijn naam. Hij versloeg Keith Deller met een stand van 10 – 4.

## Resultaten op Wereldkampioenschappen

### BDO
- 1984: Laatste 32 (verloren van Stefan Lord met 0-2)
- 1985: Laatste 16 (verloren van Dave Whitcombe met 1-3)
- 1986: Halve finale (verloren van Dave Whitcombe met 4-5)
- 1987: Kwartfinale (verloren van Alan Evans met 3-4)
- 1988: Winnaar (gewonnen in de finale van John Lowe met 6-4)
- 1989: Halve finale (verloren van Jocky Wilson met 4-5)
- 1990: Laatste 32 (verloren van Jann Hoffmann met 2-3)
- 1991: Halve finale (verloren van Dennis Priestley met 2-5)
- 1992: Laatste 16 (verloren van Graham Miller met 2-3)
- 1993: Kwartfinale (verloren van Steve Beaton met 1-4)

### WDF
- 1987: Laatste 32 (verloren van Paul Lim)
- 1989: Laatste 32 (verloren van Leo Laurens met 3-4)

### PDC
- 1994: Kwartfinale (verloren van Phil Taylor met 2-4)
- 1995: Kwartfinale (verloren van Phil Taylor met 1-4)
- 1996: Laatste 24 (groepsfase)
- 1997: Laatste 24 (groepsfase)
- 1998: Laatste 24 (groepsfase)
- 1999: Kwartfinale (verloren van Phil Taylor met 0-4)
- 2000: Laatste 32 (verloren van Peter Manley met 0-3)
- 2001: Laatste 32 (verloren van Rod Harrington met 1-3)
- 2002: Laatste 32 (verloren van Steve Beaton met 3-4)
- 2003: Laatste 32 (verloren van Colin Lloyd met 3-4)
- 2004: Halve finale (verloren van Kevin Painter met 0-6)
- 2005: Halve finale (verloren van Phil Taylor met 2-6)
- 2006: Laatste 64 (verloren van Andy Hamilton met 2-3)
- 2007: Laatste 64 (verloren van Darren Webster met 2-3)
- 2008: Laatste 64 (verloren van Jason Clark met 2-3)

### WSDT (Senioren)
- 2022: Laatste 24 (verloren van Robert Thornton met 0-3)
- 2023: Laatste 32 (verloren van Andy Jenkins met 0-3)

## Resultaten op de World Matchplay

### PDC
- 1994: Kwartfinale (verloren van Shayne Burgess met 8-11)
- 1995: Laatste 32 (verloren van John Lowe met 8-10)
- 1996: Halve finale (verloren van Dennis Priestley met 11-13)
- 1997: Kwartfinale (verloren van Phil Taylor met 2-11)
- 1998: Kwartfinale (verloren van Rod Harrington met 12-14)
- 1999: Laatste 16 (verloren van Peter Evison met 8-13)
- 2000: Laatste 16 (verloren van Rod Harrington met 7-13)
- 2001: Laatste 32 (verloren van Richie Burnett met 7-10)
- 2002: Kwartfinale (verloren van John Part met 5-16)
- 2003: Laatste 16 (verloren van Alex Roy met 11-13)
- 2004: Laatste 16 (verloren van John Part met 15-17)
- 2005: Laatste 32 (verloren van Peter Manley met 8-10)
- 2006: Laatste 32 (verloren van Phil Taylor met 5-10)
- 2007: Laatste 32 (verloren van Ronnie Baxter met 6-10)

### WSDT (Senioren)
- 2022: Laatste 16 (verloren van Martin Adams met 2-8)

## Gespeelde WK-finales
- 1988: Bob Anderson - John Lowe 6 - 4 ('best of 11 sets')